# Nephodia luctifera
Nephodia luctifera är en fjärilsart som beskrevs av Paul Dognin 1921. Nephodia luctifera ingår i släktet Nephodia och familjen mätare. Inga underarter finns listade i Catalogue of Life.